# Cantó de Clamecy
El cantó de Clamecy és un cantó francès del departament del Nièvre, situat al districte de Clamecy. Té 14 municipis i el cap és Clamecy.

## Municipis
El cantó de Clamecy comprenia 14 comunes. Llista de municipis del cantó abans de la redistribució de districtes de 2014:
- Armes
- Billy-sur-Oisy
- Breugnon
- Brèves
- Chevroches
- Clamecy
- Dornecy
- Oisy
- Ouagne
- Pousseaux
- Rix
- Surgy
- Trucy-l'Orgueilleux
- Villiers-sur-Yonne

Per decret de 18 de febrer de 2014, el nombre de cantons del departament es va reduir a la meitat, amb implantació a les eleccions departamentals de març de 2015. Es va mantenir i ampliar el cantó de Clamecy. Va de 14 a 46 municipis.

## Història
| Data d'elecció                           | Identitat         | Partit  | Qualitat |
| ---------------------------------------- | ----------------- | ------- | -------- |
| 1945-1958                                | Pierre Paulus     | SFIO    |          |
| 1958-1976                                | Pierre Barbier    | radical |          |
| 1976-2001                                | Bernard Bardin    | PS      |          |
| 2001-                                    | Jean-Louis Lebeau | PS      |          |
| les dades anteriors no són pas conegudes |                   |         |          |
|                                          |                   |         |          |

## Demografia
| A partir de 1990: Població sense dobles comptes |